# Kýšovický vodopád
Kýšovický vodopád se nachází na jedné z přítokových větví, které sbírají vodu z okolních svahů, a sbíhají se dolů do údolí do Prunéřovského potoka. Samotný přítok vodopádu pramení nedaleko vesničky Kýšovice, která spadá pod obec Výsluní. K Prunéřovskému potoku voda urazí jen necelých čtyři sta metrů. Na tak krátké trase padá z převýšení sta metrů. Vodopád je tvořen na rulovém podloží a vytvořila několik kaskád, které jsou součástí Kýšovického vodopádu. Díky své celkové výšce se Kýšovický vodopád honosí titulem „Největší vodopád Krušných hor“. Nejvyšší stupeň vodopádu má devět metrů. 
Hojnost toku vodopádu určuje kolik vody je v krajině. Ideální období pro návštěvu vodopádu v době dešťů nebo tání sněhu, kdy je vody v krajině dost a přes vodopád teče dostatek vody. V době sucha přes vodopád teče jen slabý pramínek, nebo jsou skály zcela suché.

## Přístup
Vodopád se nachází v údolí Prunéřovského potoka. K vodopádu vede modrá turistická značka k rozcestníku Kýšovický vodopád odb. Od rozcestníku vede významová odbočka po pravém břehu Prunéřovského potoka až k vodopádu.  
Pro trasu k vodopádu mohou posloužit následující výchozí body: 
- Hrad Hasištejn, kde lze zaparkovat a odkud vede k vodopádu modrá turistická značka (trasa cca 3,5 km).
- Autobusová zastávka Místo, výchovný ústav. Odkud vede žlutá turistická značka k hradu Hasištejn, která navazuje na modrou turistickou značku (trasa cca 4 km).
- Autobusová zastávka Kadaň, Prunéřov. Odkud vede modrá turistická značka (trasa cca 6 km).
- Vlaková stanice je zastávka Kadaň – Prunéřov. Odkud vede modrá turistická značka (trasa cca 8 km).